# Dervis

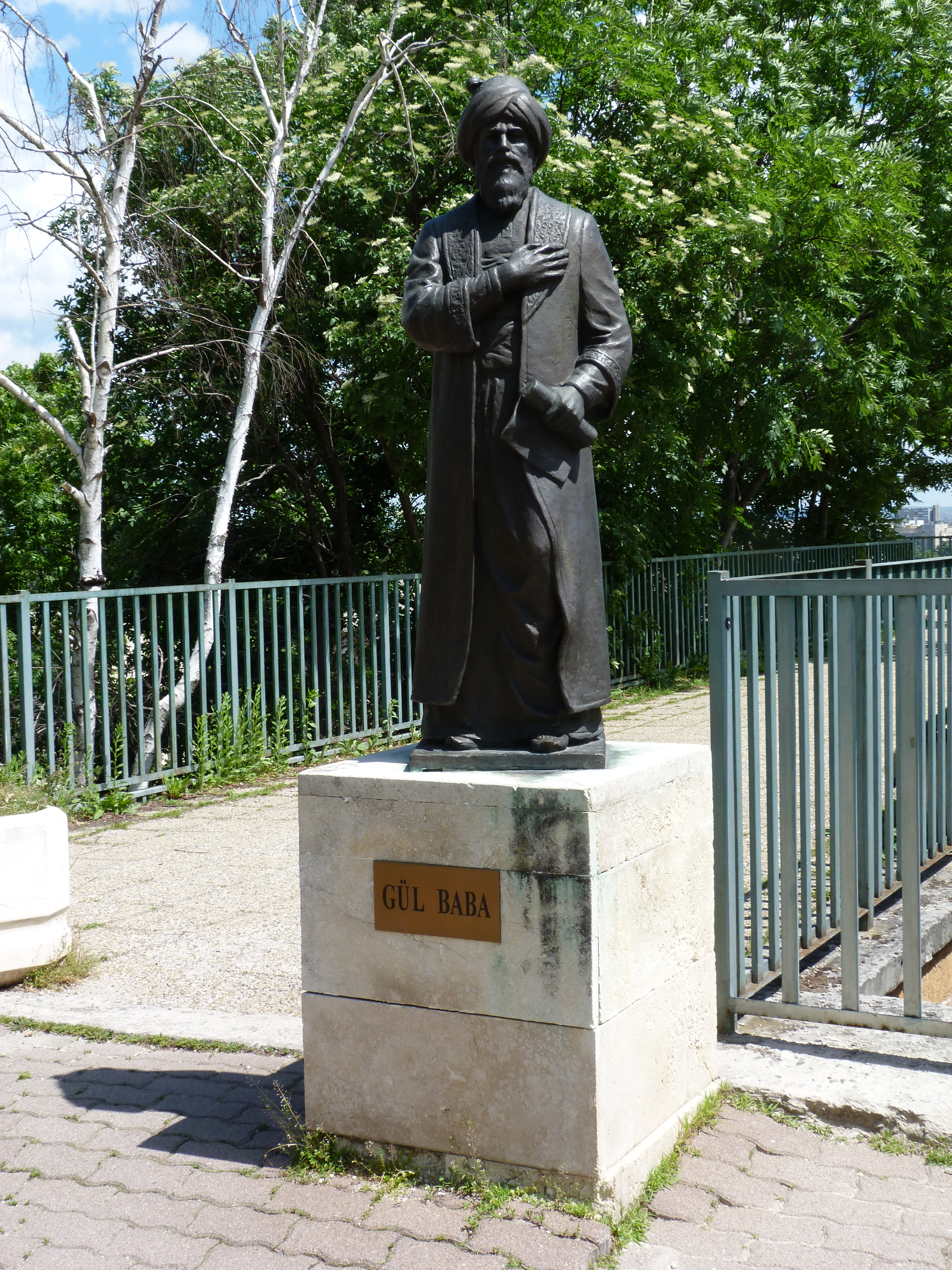
Gül Baba szobra a Rózsadombon

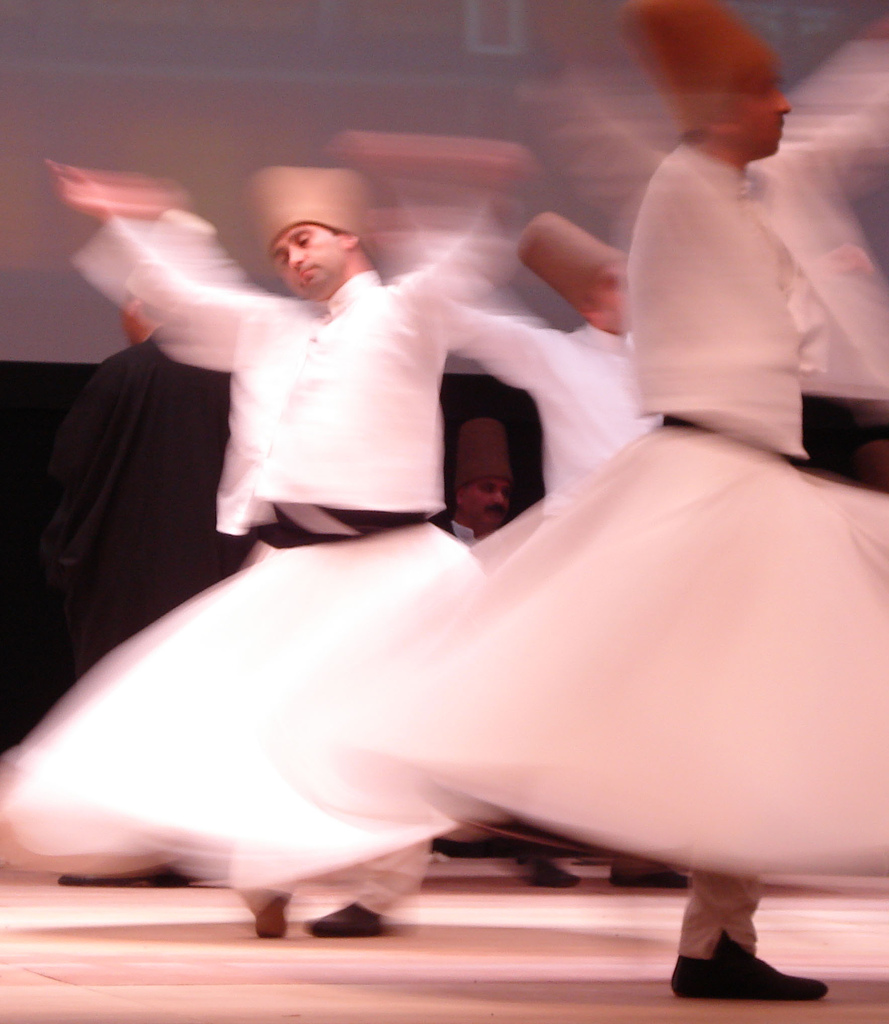
Kerengő dervisek, Rumi ünnepségek, 2007

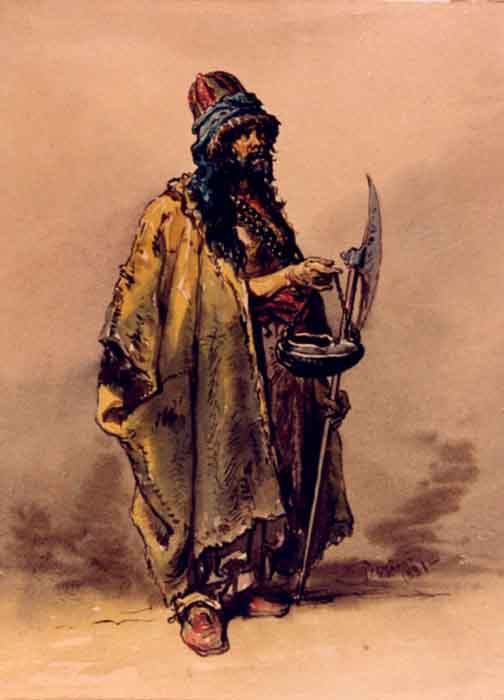
Török dervis az 1860-as években

A dervis szó a köztudatban a muzulmán szúfi testvériség (taríka) képviselőire utal, akik a középkori keresztény szerzetesekhez hasonlóan szegénységben, aszkétaéletet éltek.
A szó a perzsa Darwīsh (درویش) szóból ered, melynek jelentése „ajtóban álló”, „vallásos koldus”.
A dervisrendek már elég korán, a 12. században kialakultak az iszlámban, annak ellenére, hogy az iszlám elutasítja a szerzetesi életet. A szúfi derviseket tisztelik tudásuk, bölcsességük, költészetük (Gül Baba), felvilágosultságuk vagy éppen szellemességük miatt. Nagy részük vándorló volt, akik a muzulmánok által lakott világ minden részét bejárták, s általában koldulásból éltek. Különböző titkos missziók és megmozdulások tevékeny résztvevői voltak, s erősen befolyásolták az Oszmán Birodalom köznépének hangulatát.
A dervisek misztikus kapcsolatban állnak Allahhal, imádkozással, meditációval, tánccal kerülnek közelebb hozzá. A leghíresebbek a kerengő dervisek, azaz a mevlevik, Mevlana követői a törökországi Konya városából.
A Török Köztársaság megalapítása után Atatürk minden dervisrendet bezáratott, ám az egyébként is jórészt titokban működő mevlevik továbbra is működtek (és működnek ma is) Törökország területén. Ma népszerű turistalátványosságnak számít egy-egy kerengő dervis előadás, a dervisek hagyományos szúfi zenéje pedig a populáris zenébe is belopta magát, legnépszerűbb képviselője az elektronikus zenét szúfi zenével ötvöző világhírű Mercan Dede (aki maga is játszik a hagyományos dervis-hangszereken, a neyen és a bendiren).
A főbb dervisrendek közé tartozik a törökországi bektasi és a mevlevi, az észak-afrikai senussi, a közel-keleti Rifa'i és az iráni quadiri.
A halveti dervisek attól különböznek a többi rendtől, hogy 40 napig egy szűk zárkában éltek, ahol nagyon keveset ettek, és Koránt olvastak. A mindennapokban Allah hét nevének (eszmá-i szebá) ismételgetését gyakorolták. A rendalapító Ömer el-Halveti volt. A rend terjesztését Jahja Sirváníhoz kötik, akinek halála után három irányzat jött létre: rúsenijje, dzsemálijje, ahmedijje.
A mevlevi (keringő) dervisek rendjét Mevláná Dzsalál ad-Dín Rúmí alapította. Fia alakította ki a dervisrend szigorú szabályzatát. A rend legfontosabb meditációs technikái a zene és a tánc (szemá). Úgy vélték, hogy a világ minden egysége forog, kering. A legelterjedtebb hangszereik a nádfuvola (nej), a keretdob (def, daire) és a hosszúnyakú lant volt.